# دانشکده پزشکی زنان در لندن
دانشکده پزشکی زنان لندن (انگلیسی: London School of Medicine for Women) که با حروف اختصاری (LSMW) نیز شناخته می‌شود، اولین دانشگاه در بریتانیا و احتمالاً جهان بود که به آموزش زنان در رشته‌های پزشکی و بهداشتی تا مقطع دکترا اقدام کرد. این دانشگاه در سال ۱۸۷۴م، تأسیس شد و تا زمان ادغام در بیمارستان کالج دانشگاه و تشکیل دانشکده پزشکی (UCL) در سال ۱۹۹۸م، یگانه مرکز آموزش پزشکی و مامایی برای بانوان بود.

## پیشینه
دانشکده پزشکی زنان لندن در سال ۱۸۷۴م، به ابتکار گروهی پیشگام از زنان پزشک، تحت عنوان مدرسه پزشکی زنان شکل گرفت. این گروه از جمله شامل خانمها سوفیا جکس بلیک، الیزابت گرت اندرسون، امیلی بلکول، الیزابت بلکول و آقای توماس هنری هاکسلی بود.
انگیزهٔ این ابتکار تا حد زیادی مدیون مشاهدهٔ تلاش‌های خانم سوفیا جکس بلیک، برای ادامهٔ تحصیل و دریافت مدرک پزشکی بود. این تلاشها در فضای فرهنگی و سیاسی بریتانیا در آن زمان که تحصیل بانوان در مقطع دکترا در رشتهٔ پزشکی مغایر قانون قلمداد می‌شد، مدتها ناکام ماند و منجر به اخراج سوفیا جکس بلیک و چند دختر دانشجوی دیگر از دانشکده پزشکی دانشگاه ادینبرو شد.

اخبار مربوط به این ماجرا در مطبوعات آن زمان بازتاب گسترده‌ای یافت و موجی از حمایت مردم را به جنبش درآورد. زنان دیگری که در شرایط سوفیا جکس بلیک قرار داشتند و درد مشترکی با او حس می‌کردند، به وی پیوستند. در ادامهٔ این تلاش و مبارزهٔ مشترک، مدرسه پزشکی زنان لندن تأسیس شد و گروهی از دختران دانشجو موفق به تحصیل پزشکی و دریافت مدرک از این مدرسه شدند. مبارزه زنان با گشایش مدرسه پزشکی زنان لندن ختم نشد. افراد دیگری
از جمله خانم ایزابل تورن با احداث یک مطب پزشکی در ادینبرو در تغییر شرایط حاکم زمان نقش داشتند. همین شخص در سال ۱۸۸۶م، مدرسه پزشکی زنان ادینبرو را پایه گذاشت.

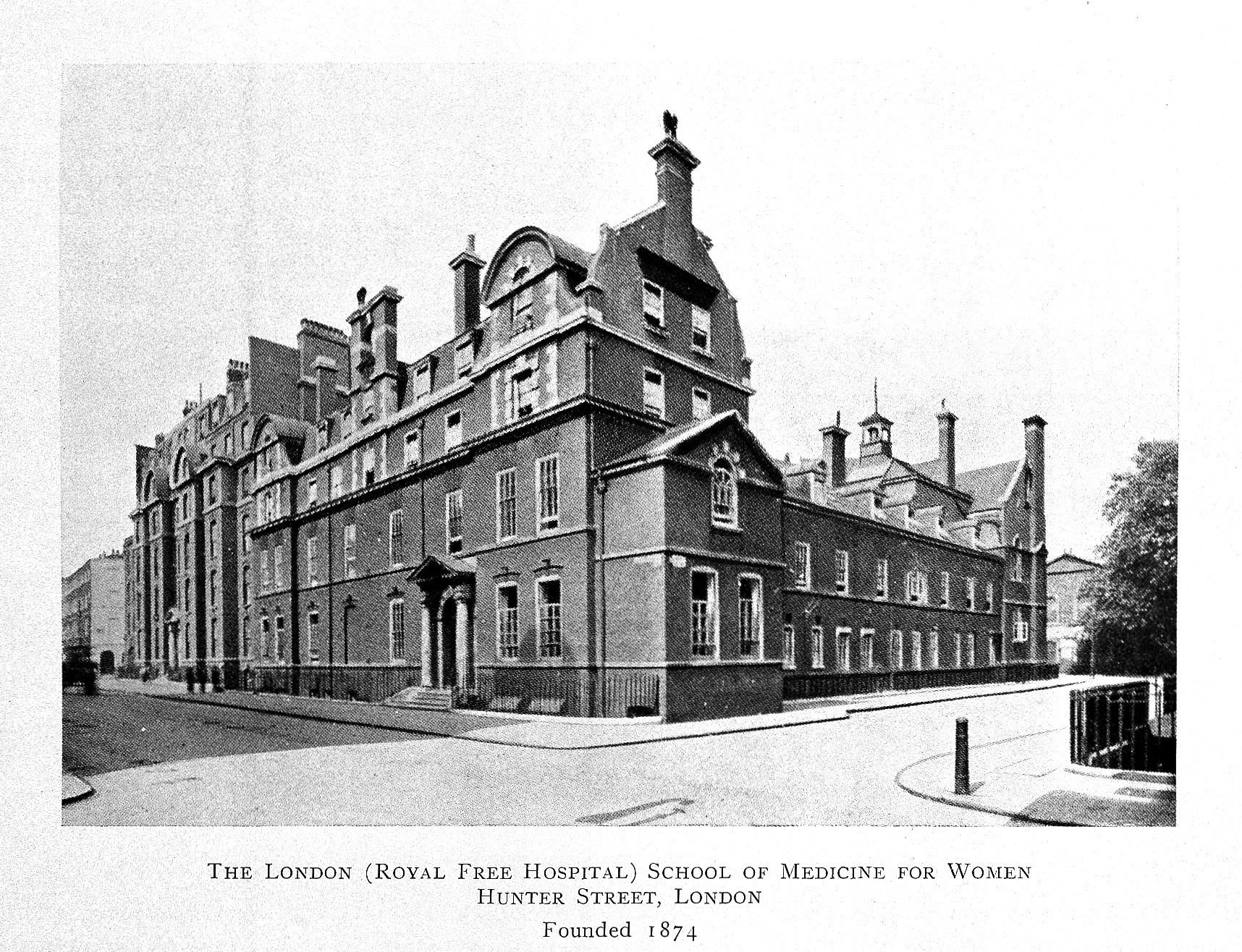
بیمارستان رایگان سلطنتی - مدرسه پزشکی زنان در لندن (۱۸۷۴م)

سال بعد ایزابل تورن به صورت افتخاری و به عنوان منشی، جانشین سوفیا جکس بلیک شد. نهایتاً قوانین تغییر داده شد و در سال ۱۸۷۷م، در سایر دانشگاه‌های بریتانیا به زنان اجازه تحصیل در رشته پزشکی اعطاء شد.
قانون جدید به مقامات مسئول آموزش پزشکی، بدون ارتباط با جنسیت، امکان صدور مجوز کار به همهٔ متقاضیان واجد شرایط داد. همان سال توافق‌نامه ای نیز به امضاء رسید که طبق آن دانشجویان مدرسه پزشکی زنان می‌توانستند دورهٔ کارآموزی خود را در بیمارستان رایگان سلطنتی طی کنند. این بیمارستان اولین نمونه ای بود که در لندن برای دانشجویان دختر دانشکده پزشکی به منظور آموزش عملی در نظر گرفته شده بود. بین سالهای ۱۸۸۳ تا ۱۹۰۳م، خانم الیزابت گرت اندرسون رئیس دانشکدهٔ پزشکی زنان لندن بود. بعد از بازسازی ساختمان محل، این مدرسه، در سال ۱۸۹۶م، رسماً در دانشگاه لندن ادغام شد و با بیمارستان رایگان سلطنتی همکاری و ارتباط سازمانی برقرار کرد. همان سال مدرسه پزشکی لندن به‌طور رسمی به دانشکده پزشکی زنان لندن تغییر نام داد.
 در سال ۱۸۹۴م، خانم پزشک و فمینیست مشهور رخمبائی، پس از اتمام تحصیلات خویش در دانشکده پزشکی زنان لندن موفق به دریافت مدرک دکترای پزشکی شد. همزمان تعداد دختران هندی دانشجو به‌طور پیوسته رو به افزایش گذاشت. افزایش تعداد دانشجویان هندی دختر نهایتاً در سال ۱۹۲۰م، به واسطه همکاری با اداره امور هندوستان، منجر به تأسیس و اختصاص یک خوابگاه دانشجویی برای دختران هندی دانشجو در دانشکده پزشکی زنان لندن شد.
در سال ۱۹۱۴م، به دنبال افزایش تعداد متقاضیان تحصیل در این دانشکده، دانشکده پزشکی زنان لندن گسترش یافت و شمار آزمایشگاه‌ها و سالنهای سخنرانی دانشکده به دو برابر افزایش یافت. در اوج این گسترش، ۳۰۰ دانشجوی دختر مشغول تحصیل در این دانشکده بودند و عملاً در آن زمان دانشکده پزشکی زنان لندن بزرگ‌ترین دانشکده زنان در بریتانیا محسوب می‌شد.
در سال ۱۹۹۸م، دانشکده پزشکی زنان لندن با بیمارستان کالج دانشگاه در لندن ادغام شد و دانشکده پزشکی  یو سی ال را تشکیل داد.

## یادداشت
1. ↑  ایزابل جین تورن (انگلیسی: Isabel Jane Thorne)؛ متولد ۲۲ سپتامبر ۱۸۳۴–۹ اکتبر ۱۹۱۰م، از مبارزان اولیه آموزش پزشکی برای زنان بود. خانم تورن، یکی از اعضای گروه ۷ نفره ای بود که به گروه ۷ هفت ادینبورگ معروف شدند و در گشایش تحصیل پزشکی برای زنان نقشی اساسی درتاریخ بریتانیا داشته‌اند.
2. ↑  بیمارستان رایگان سلطنتی (انگلیسی: Royal Free Hospital) در سال ۱۸۲۸م، احداث شده‌است و در حال حاضر به عنوان یک بیمارستان آموزشی در در محله همپستید لندن قرار دارد.[۷]